# Maximilià Sforza
Maximilià Sforza - en italià Massimiliano Sforza- (Milà, Ducat de Milà, 25 de gener de 1493 - París, Regne de França, 4 de juny de 1530) fou el duc de Milà entre 1512 i 1515.

## Família
Va néixer el 1493 a la ciutat de Milà sent el fill primogènit del duc Lluís Maria Sforza i Beatriu d'Este. Fou net per línia paterna de Francesc I Sforza i Blanca Maria Visconti, i per línia materna d'Erculi I d'Este i Elionor de Nàpols. Fou germà, així mateix, de Francesc II Sforza.

## Expulsió dels francesos
Per aturar les ambicions territorials de Lluís XII de França a la península Itàlica, el papa Juli II organitzà el 5 d'octubre de 1511 una Lliga Santa contra Lluís XII de França, el qual reclamava els seus drets dinàstics sobre el territori en ser descedent de Valentina Visconti, que comptà amb la col·laboració de Venècia, Milà, els cantons suïssos, la Corona d'Aragó i el Regne d'Anglaterra. Tot i que la batalla de Ravenna de l'11 d'abril de 1512 fou guanyada per les tropes franceses, els soldats suïssos aconseguiren ocupar la Llombardia el juny d'aquell any, aconseguint que el dia 20 de juny el bisbe de Lodi Octavi Sforza prengués possessió de la ciutat de Milà en nom de Maximilià.
A la mort de Juli II, i al posterior ascens de Lleó X, els venecians abandonaren la Lliga Santa amb l'objectiu de conquerir Bèrgam, Brescia i Crema (Llombardia), realitzant una aliança amb el Regne de França el 13 de març de 1513. El maig del mateix any l'exèrcit francès penetrà novament a la Llombardia i assetjà Novara, on es trobava Maximilià. Mitjançant la batalla de l'Arriotta, desenvolupada el 6 de juny del mateix any, els suïssos aconseguiren novament batre els francesos i permeteren a Maximilià retornar a Milà.

## Ocupació francesa

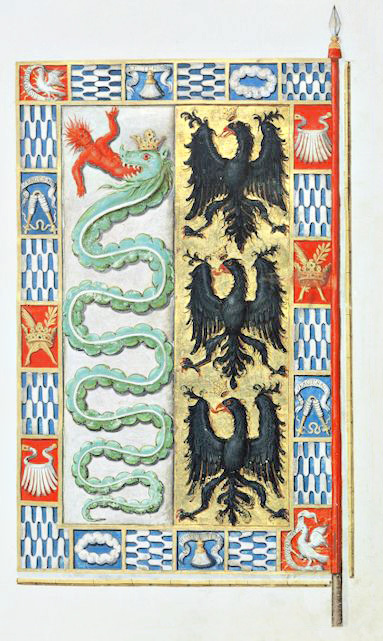
Estendard de Maximilià Sforza

A l'ascens de Francesc I de França al tron francès el 1515 s'inicià una nova onada d'assetjament sobre el Ducat de Milà, fent valer els seus drets dinàstics, i els de la seva dona, sobre el territori com a descendent de Valentina Visconti. El 16 de febrer de 1515 Lleó X va fundar una nova Lliga Santa contra França formada pels Estats Pontificis, el Sacre Imperi Romanogermànic, la Corona d'Aragó, els cantons suïssos i el Ducat de Milà. Per la seva banda, el 5 d'abril, França i Venècia van renovar la seva aliança de 1513.
Amb la captura, l'agost de 1515, del cap de l'exèrcit de Milà Prospero Colonna a Vilafranca del Piemont s'inicià el declivi de la Lliga Santa, desfeta que es feu evident a la batalla de Marignan el 13 i 14 de setembre, on les tropes suïsses foren brutalment derrotades amb la pèrdua de 14.000 homes. Els supervivents, entre els quals es trobaven Francesc Sforza, retornaren a Suïssa, i Francesc fou posat sota la custòdia de l'emperador Maximilià I del Sacre Imperi Romanogermànic. Lleó X van renunciar a la idea de situar Maximilià Sforza al tron ducat de Milà. Mitjançant els tractats de Noyon el 13 d'agost de 1516 i Brussel·les, Maximilià I va lliurar la totalitat del nord d'Itàlia a França i Venècia, tornant essencialment el mapa d'Itàlia a l'statu quo de 1508.
El 17 de setembre fou capturada la ciutat de Milà, entrant triomfalment Francesc I el 4 d'octubre del mateix any juntament amb Carles III de Savoia i Guillem IX de Montferrat. Maximilià s'exilià a França, on rebé una pensió anual de 35.000 ducats. Morí a la ciutat de París el 4 de juny de 1530 a l'edat de 27 anys.